# POPA家族
《POPA家族》（又稱波帕家族）是一部由台灣製作的兒童動畫系列，於2011年由公視播出。故事主要圍繞單親爸爸POPA及其兩個孩子，姐姐YIMA和弟弟DUMA一家三口的日常生活。該系列的主題曲由台灣歌手張芸京演唱。此外，麗寶樂園將《POPA家族》的主題曲作為宣傳歌曲，並在園內設有專門的《POPA家族》主題館，供遊客參觀，館內包括相關的互動展覽和活動。
《POPA家族》的動畫配音由台灣藝術製作公司「大人物藝術製作」負責。

## 人物
POPA
Yima和Duma的父親，擁有魔法能力，經常用幽默和智慧來解決家庭中的各種問題。他是一位單親爸爸，獨自撫養兩個孩子。
YIMA
POPA的女兒，國小高年級學生，性格堅強且正義感強，經常為弟弟DUMA出頭。YIMA喜歡幫助他人，並且在故事中展現出她的勇敢與智慧。
DUMA
POPA的兒子，國小低年級學生，性格溫和且天真善良。他有時會因為年幼而受到欺負，但在姐姐YIMA和爸爸POPA的照顧下，逐漸學會如何應對生活中的挑戰。
DADA
反派角色，黑魔法師，經常與POPA對抗。
NANA
DADA的助手， 專門提供達達各種魔法道具，協助DADA進行各種計謀。